# Municipio de Montford Cove
El municipio de Montford Cove (en inglés: Montford Cove Township) es un municipio ubicado en el  condado de McDowell en el estado estadounidense de Carolina del Norte. En el año 2010 tenía una población de 2.541 habitantes.

## Geografía
El municipio de Montford Cove se encuentra ubicado en las coordenadas 35°36′21.44″N 82°3′13.39″O / 35.6059556, -82.0537194.